# 费迪南多·费尔法克斯
第二代卡梅伦的费尔法克斯勋爵费迪南多·费尔法克斯（英語：Ferdinando Fairfax, 2nd Lord Fairfax of Cameron，1548年3月29日—1648年3月14日）是一位英国贵族和国会议员，他在1614至1648年间的不同时期担任下议院议员。他还是英国内战期间议会军的指挥官。
他的儿子托马斯·费尔法克斯（Thomas Fairfax）后来成为了新模范军的总指挥官。

## 早年生活

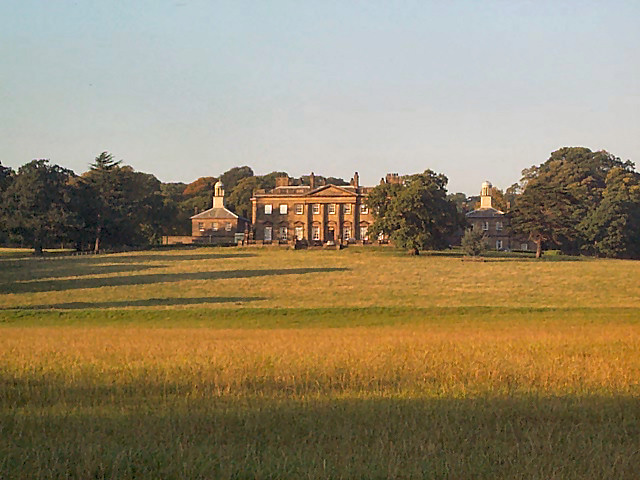
今天的Denten Hall

费迪南多出生于英格兰约克郡，他是第一代卡梅伦的费尔法克斯勋爵托马斯·费尔法克斯的长子。费尔法克斯家族的爵位是查理一世于1627年创立的。费迪南多的两个兄弟是亨利·费尔法克斯和查尔斯·费尔法克斯。另外还有四个兄弟在海外随军时丧生。

## 政治生涯
在1614年至1629年间举行的六届议会以及1640年的短期议会期间，费迪南多担任了英国国会议员。1640年5月，他接替父亲成为费尔法克斯勋爵，但作为苏格兰贵族，他只能在1640年的长期议会期间作为约克郡的代表之一进入英国下议院，直到他去世。他始终站在议会一边，但持温和观点，希望维持和平，避免内战的爆发。

## 军旅生涯
在第一次主教战争中，费迪南多在国王的军队中指挥过一个团；1642年英国内战爆发后，他成为约克郡议会部队的指挥官。保皇党将领纽卡斯尔是他的主要对手。在拒与保皇党签订中立条约后，双方爆发了冲突。起初费迪南多没有取得军事胜利。他在约克围攻保皇党部队时被击败并被赶到塞尔比；然后在1643年被赶到利兹；1643年6月30日，在阿德沃尔顿荒原战役中，费迪南多的部队遭到了毁灭性的打击，其本人逃到赫尔。在1643年9月2日至10月11日期间，费迪南多成功地在那里挡住了纽卡斯尔的部队，并通过一次出色的突围使围城战开始了。费迪南多于1644年4月11日在塞尔比取得胜利，并加入苏格兰人，围攻约克，此后他参加了马斯顿荒原战役（644年7月2日)。随后，在1644年7月，他被任命为约克郡总督。

## 晚年生活
费迪南多在自抑法通过后辞职，但仍是约克郡政府委员会的成员，并于1645年7月24日被任命为庞蒂弗拉克特庄园的管家。他因在一起事故中造成的脚部坏疽而死亡。并于1648年3月14日被安葬在约克郡的博尔顿珀西。 

## 婚姻和子嗣
费迪南多结过两次婚。他的第一任妻子玛丽是第一代马尔格雷夫伯爵埃德蒙·谢菲尔德的女儿。玛丽生了六个女儿和两个儿子，包括第三代费尔法克斯勋爵托马斯·费尔法克斯（Thomas Fairfax）。费迪南多于1646年10月与他的第二任妻子，托马斯·赫西的遗孀罗达·查普曼结婚：他们有一个女儿。